# Lascia stare
Lascia stare è un brano di Biagio Antonacci estratto come primo singolo discografico dall'album Vicky Love del 2007.

## Il brano
Il brano, scritto da Biagio Antonacci e prodotto da Steve De Maio, è stato reso disponibile per il download digitale e per l'airplay a partire dal 23 febbraio 2007, in anticipo rispetto all'uscita dell'album Vicky Love. Al suo apice, il brano ha raggiunto la decima posizione dei singoli più scaricati in Italia ed è rimasto in Top 20 per 7 settimane consecutive. Ha ottenuto anche un buon successo radiofonico.

## Tracce
Download digitale
1. Lascia stare - 4:20
2. Lascia stare (Strumentale) - 4:20
3. Passo da te - 4:23

## Classifica download digitale
| Posizione | 30 | 10 | 18 | 15 | 16 | 11 | 13 | 19 |